# وزیر دفاع

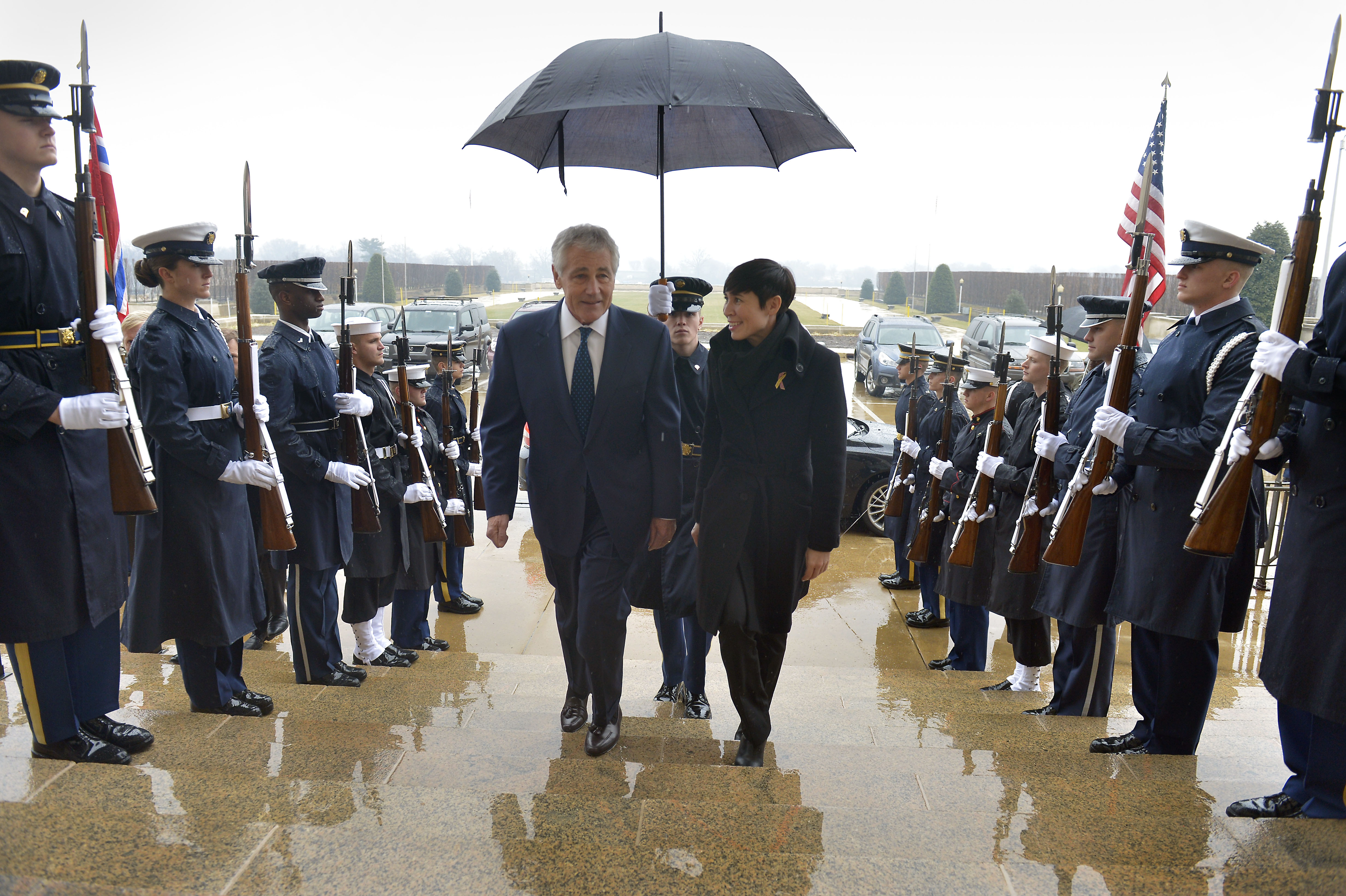
وزیر دفاع آمریکا

وزیر دفاع - که تا پیش از جنگ جهانی دوم معمولاً به نام وزیر جنگ از او یاد می‌شد - عنوان شخصی در کابینه است که مسئولیتِ مدیریت و نظارت بر وزارت دفاع و نیروهای مسلح ملت را بر عهده دارد. وزیر معمولاً نقشی مهم را در کابینه بر عهده دارد.

## تاریخچه
هنگامی که کابینه‌ها در قرن هجدهم به وجود آمدند، به وزیر دفاع بیشتر وزیر جنگ می‌گفتند که بیشتر مسئول نیروی زمینی بود.
از جنگ جهانی دوم به اینسو، نام این منصب از وزیر جنگ به وزیر دفاع تغییر داده شد و مسئولیتِ وی نیز از کنترلِ نیروهای زمینی به کل نیروهای مسلح ارتقا داده شد. یکی دیگر از اصلاحاتِ شایع که در پایان جنگ جهانی دوم رخ داد، قرارگیری وزیر دفاع در شورای امنیت ملی یا کابینه بود تا رئیس دولت یا نخست‌وزیر بتواند امور نظامی، سیاسی و اقتصادی را هماهنگ‌تر کند.
وزارت دفاع در برخی از کشورها وزارت با اهمیتی است و گاهی از وزارت خارجه هم پراهمیت‌تر می‌شود. در زمان جنگ، معمولاً به‌عهده نخست‌وزیر یا رئیس‌جمهور است. مانند پنج نخست‌وزیر اسرائیل که در زمان جنگ، تصدی وزارت دفاع یا امنیت را بر عهده داشتند.
در بسیاری از کشورها بر غیرنظامی بودنِ وزیر دفاع، به‌منظور کنترل غیرنظامیان بر نیروهای نظامی تأکید می‌شود. در کشورهایی که مردم‌سالاری کمتری دارند، وزیر، یک مقام رسمی نظامی است. در چندین کشور هم وزیر دفاع، فرمانده نیروهای مسلح نیز هست.